# Estação Studentcheskaia (metro de Moscovo)
Studentcheskaia (em russo:  Студенческая) é uma das estações da linha Filiovskaia (Linha 4) do Metro de Moscovo, na Rússia. Estação «Studentcheskaia» está localizada entre as estações «Kutusovskaia» e «Kievskaia».